# Corrida Internacional de São Silvestre de 2004
A Corrida Internacional de São Silvestre de 2004 foi a 80ª edição da prova de rua, realizada no dia 31 de dezembro de 2004, no centro da cidade de São Paulo, a prova foi de organização da Fundação Casper Líbero.
Os vencedores no masculino foi o queniano Robert Cheruyiot, enquanto no feminino foi a queniana Lydia Cheromei.

## Resultados

#### Masculino
- 1. Robert Cheruyiot (Quênia) - 44min43s
- 2. Sisay Bezabeh (Austrália) - 45min06s
- 3. Stephen Biwott (Quênia) - 45min28s
- 4. Benson Barus (Quênia) - 45min34s
- 5. Clodoaldo Gomes da Silva (Brasil) - 45min41s
- 6. Diego Colorado (Colômbia) - 45min42s
- 7. Alan Wendell (Brasil) - 46min20s
- 8. Jacinto López (Colômbia) - 46min22s
- 9. Fernando Silvio Santos (Brasil) - 46min34s
- 10. Mathew Cheboi (Quênia) - 46min37s

#### Feminino
- 1. Lydia Cheromei (Quênia) - 53min01s
- 2. Lucélia de Oliveira Peres (Brasil) - 54min18s
- 3. Adriana da Silva (Brasil) - 54min20s
- 4. Peninah Limakori (Quênia) - 55min11s
- 5. Marily dos Santos (Brasil) - 55min36s
- 6. Maria Zeferina Baldaia (Brasil) - 56min23s
- 7. Rosângela Raimunda Faria (Brasil) - 56min27s
- 8. Selma Cândida dos Reis (Brasil) - 56min57s
- 9. Nadir Sabino Siqueira (Brasil) - 57min03s
- 10. Rosa Jussara Barbosa (Brasil) - 57min50s